# Mercedes-Benz Baureihe 447
| Sterne im Euro NCAP-Crashtest (2014) | 5 Sterne im Euro-NCAP-Crashtest |

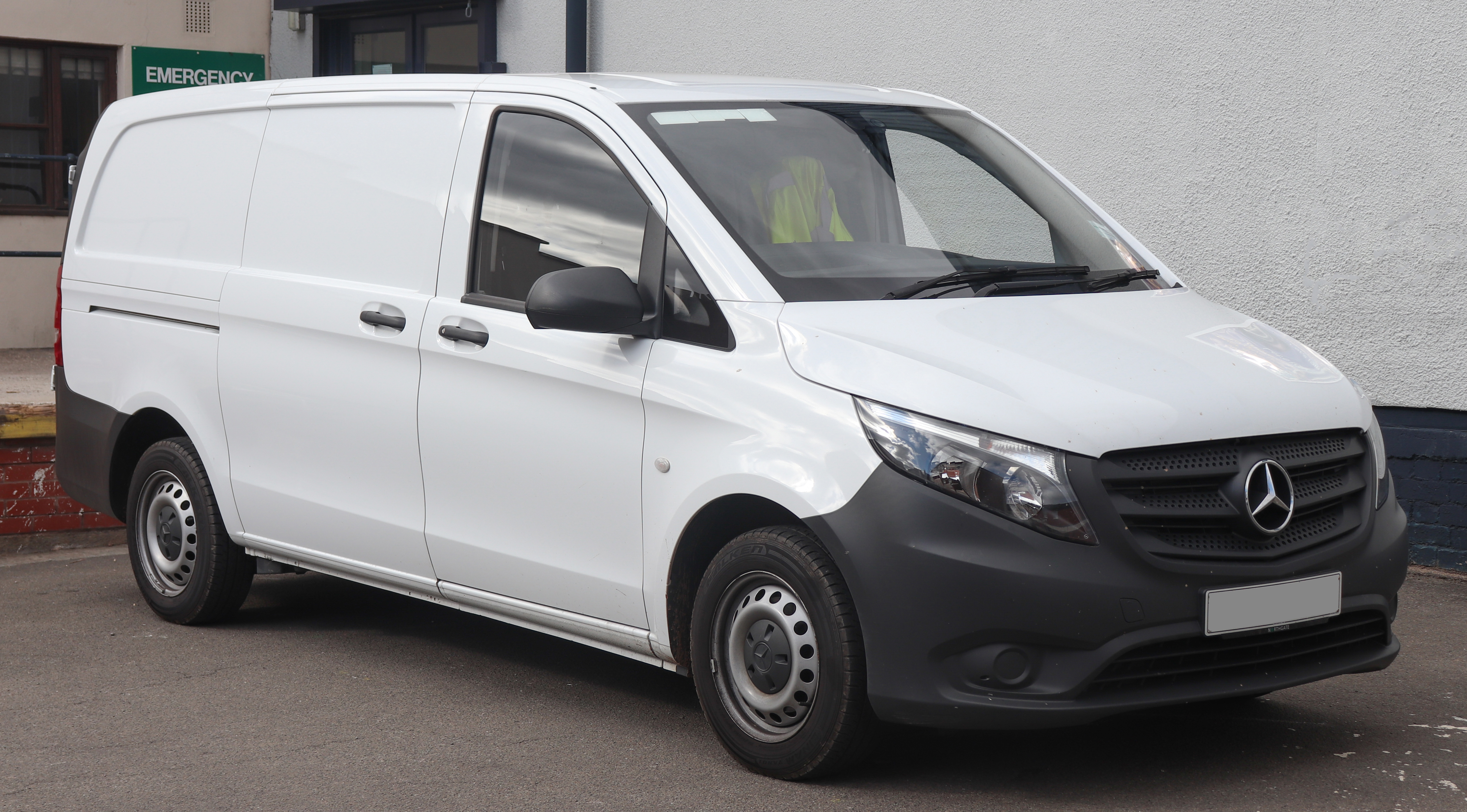
Mercedes-Benz Vito

Die Mercedes-Benz Baureihe 447 ist als Nachfolgemodell der Viano- und Vito-Modelle der Baureihe 639 die dritte Generation der Kleintransporter des deutschen Automobilherstellers Mercedes-Benz Group. Vermarktet wird die Pkw-Version dieser Baureihe wie schon die erste Generation (Baureihe 638) wieder als V-Klasse. Sie wird vom Hersteller als Großraumlimousine beworben. Die Nutzfahrzeugvariante wird weiterhin als Vito vermarktet. Der Name „Vito“ erinnert an das Mercedes-Werk im spanischen Vitoria-Gasteiz, dort wird das Modell montiert. Erstmals wird diese Generation des kleinen Transporters von Mercedes-Benz auch in den USA und Kanada als „Metris“ angeboten und in Ladson im Bundesstaat South Carolina montiert.
Die Fahrzeuge haben eine selbsttragende Karosserie aus Stahlblech und werden mit zwei unterschiedlichen Radständen, 3200 mm und 3430 mm, angeboten. Es gibt drei unterschiedliche Längen, 4895 mm, 5140 mm und 5370 mm, sowie beim Vito drei verschiedene Karosserievarianten, Glasscheiben rundum, Verblechung ab der C-Säule und Verblechung ab der B-Säule. Die hinteren Seitentüren sind als Schiebetüren ausgeführt. Die Räder sind einzeln aufgehängt: die vorderen an MacPherson-Federbeinen und Dreiecksquerlenkern, die hinteren mit Schräglenkern.
Die Stirnfläche hat 3,24 m² und der cw-Wert beträgt 0,32.
Im Unterschied zum Vorgänger wird die V-Klasse nur noch mit Vierzylinder-Dieselmotoren angeboten, mit Ausnahme der chinesischen Variante V 260 und der nordamerikanischen Variante Metris, die jeweils ausschließlich mit dem turbogeladenen Zwei-Liter-Ottomotor M 274 erhältlich sind.

## Geschichte
Die Großraumlimousine wurde am 31. Mai 2014 auf dem Markt eingeführt, der Vito am 11. Oktober 2014. Außerdem werden die Reisemobile Marco Polo, Marco Polo Horizon (beide auf V-Klasse-Basis) und Marco Polo Activity (auf Vito-Basis) angeboten. Alle drei Modelle werden von Westfalia Mobil ausgestattet.
Auf dem 89. Genfer Auto-Salon im März 2019 wurde eine überarbeitete Variante der V-Klasse vorgestellt. Außerdem wurde mit dem Konzeptfahrzeug Concept EQV ein Ausblick auf eine batterieelektrisch angetriebene Version der V-Klasse vorgestellt. Die Serienversion des EQV debütierte auf der Internationalen Automobil-Ausstellung im September 2019.
Eine weitere Modellpflege der Baureihe debütierte im Juli 2023. Seit dieser Überarbeitung ist die V-Klasse in der Ausstattungslinie Exclusive auch mit dem Mercedes-Stern als Motorhaubenfigur erhältlich.

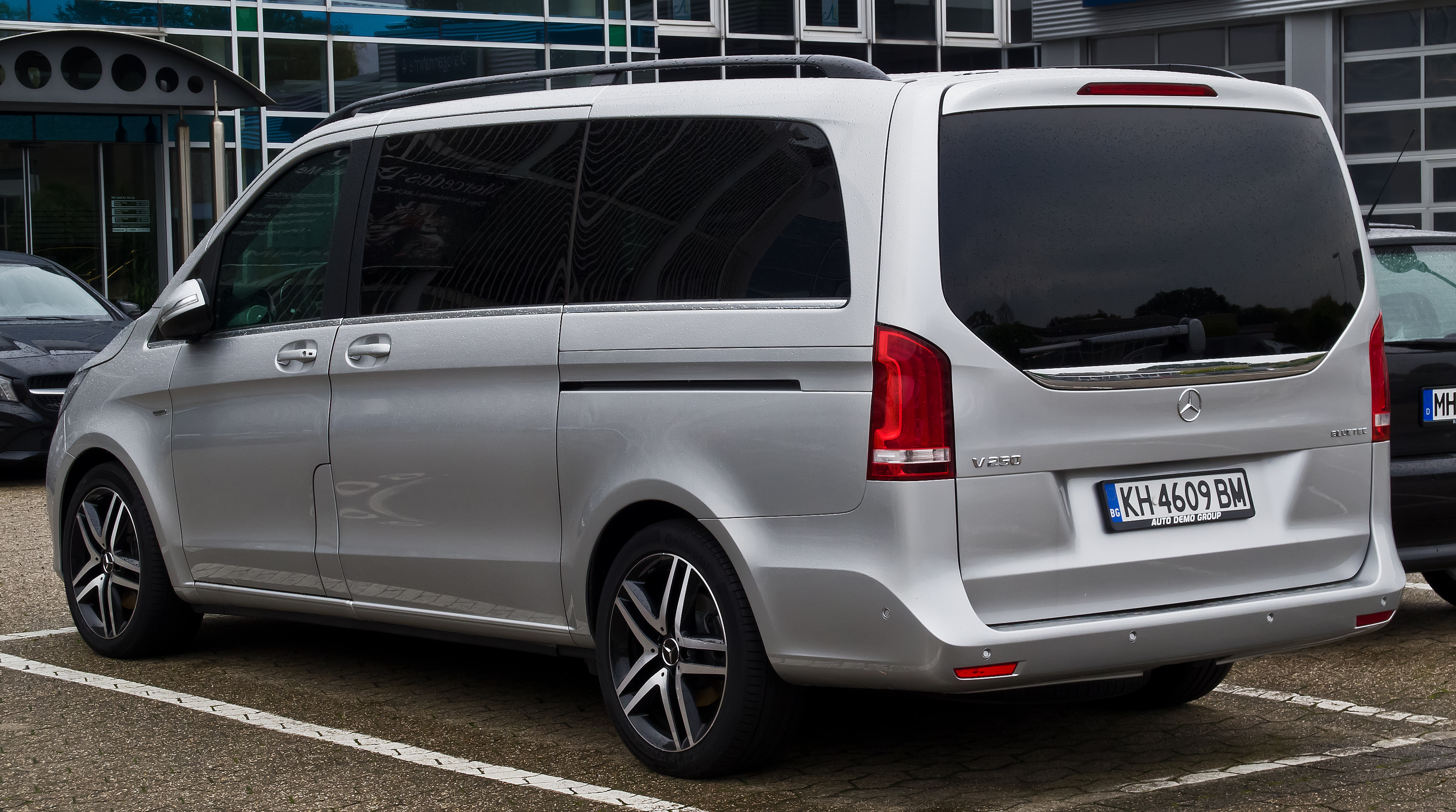
Heckansicht
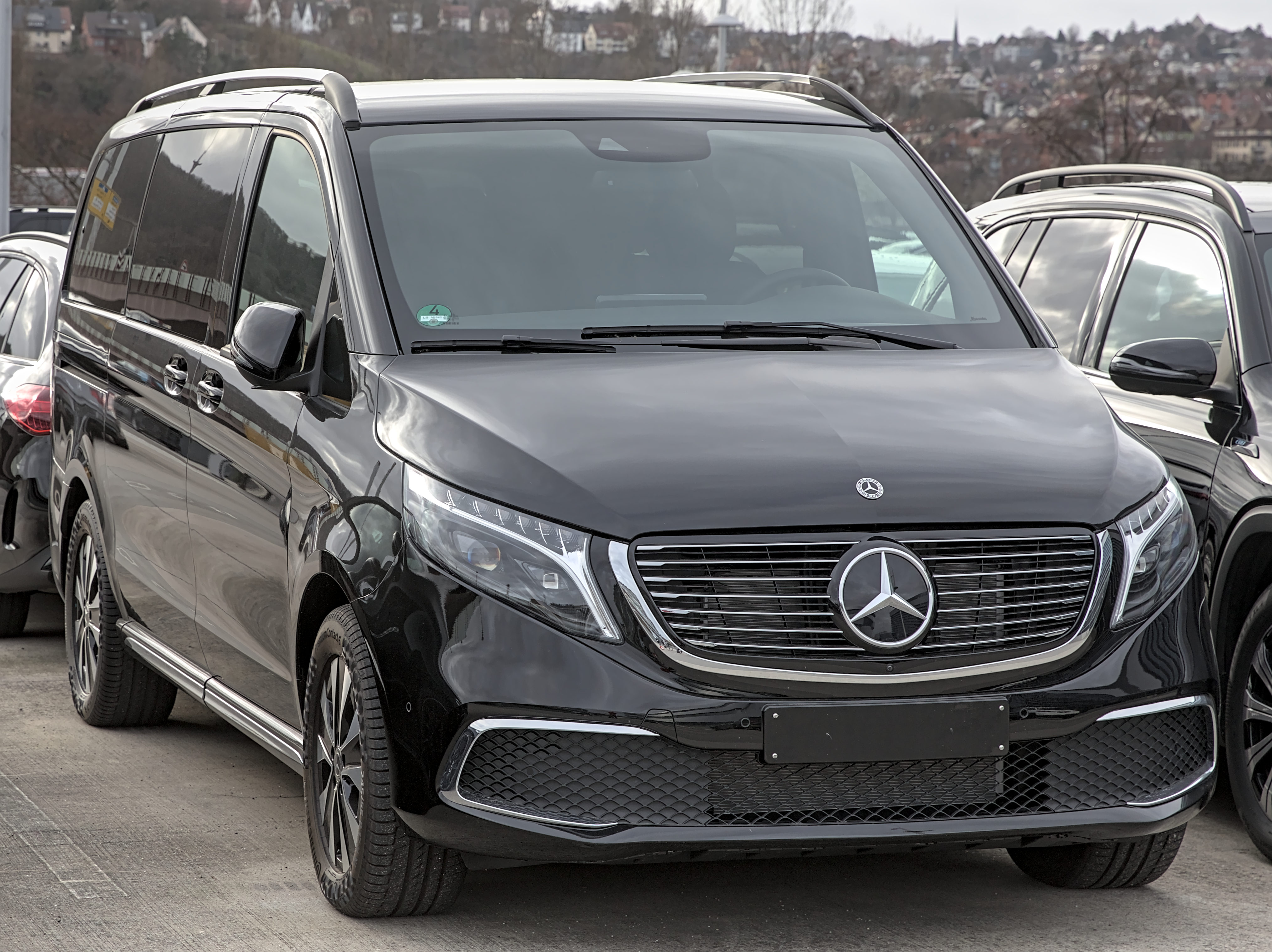
Mercedes-Benz V-Klasse (2019–2023)
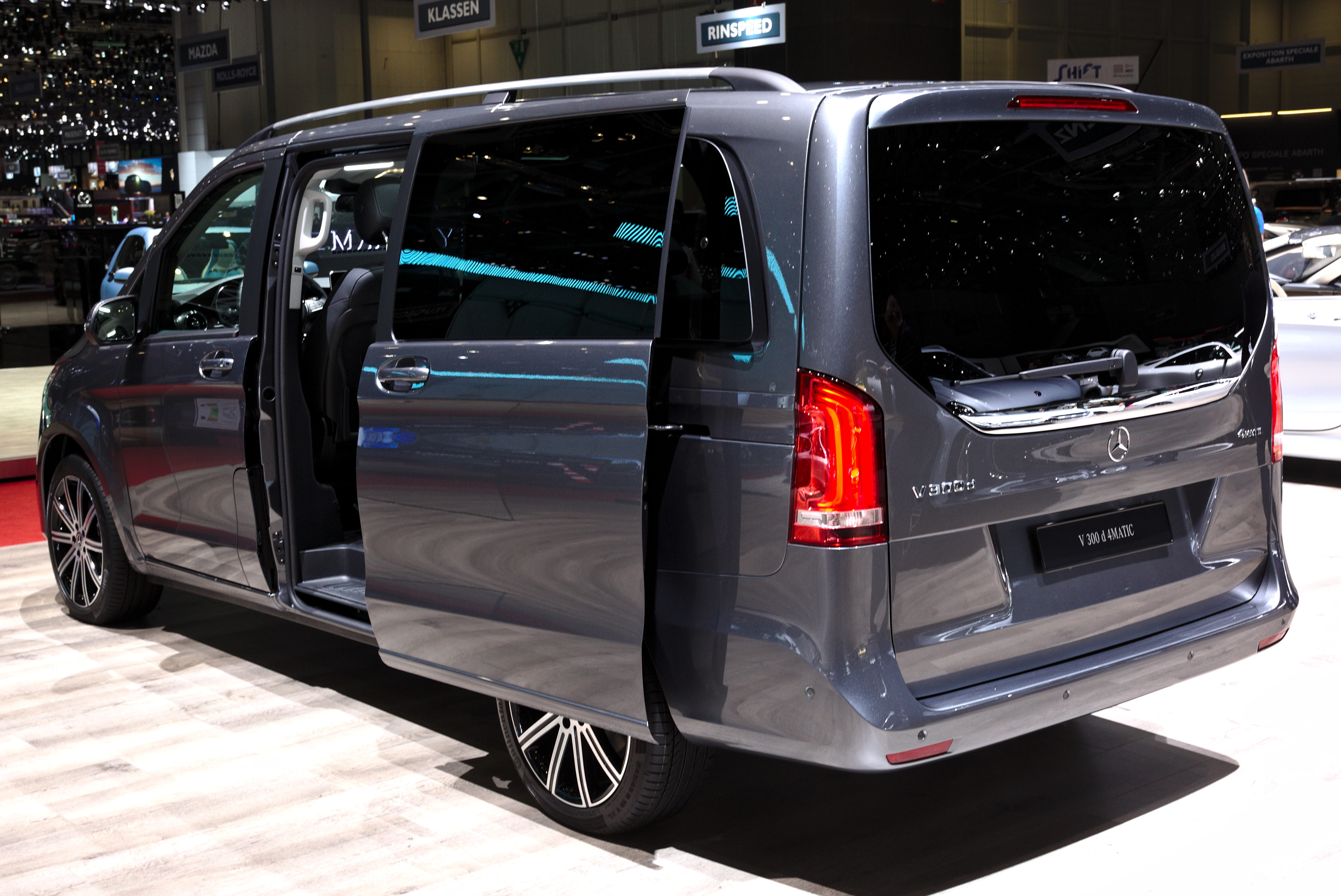
Heckansicht
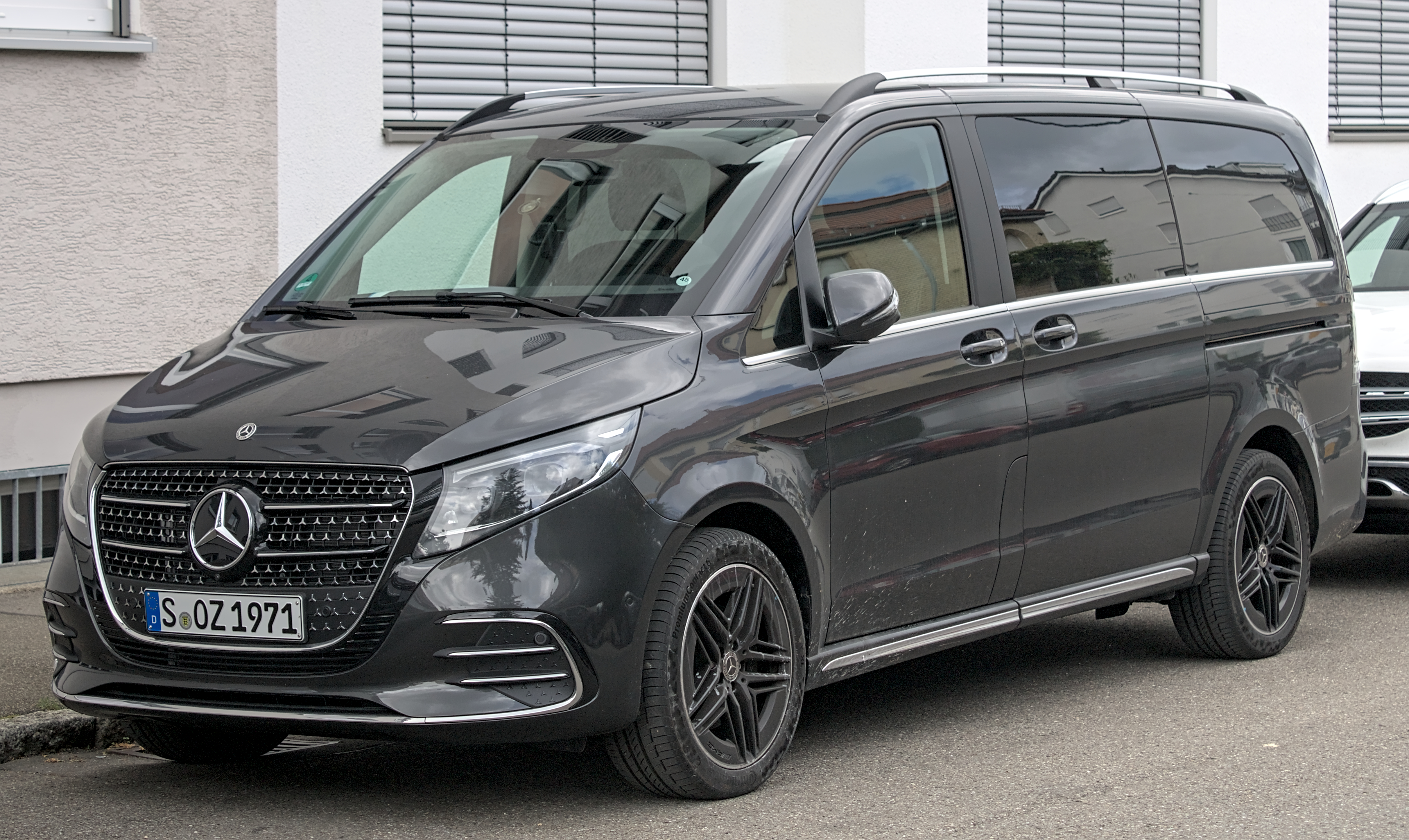
Mercedes-Benz V-Klasse (seit 2023)
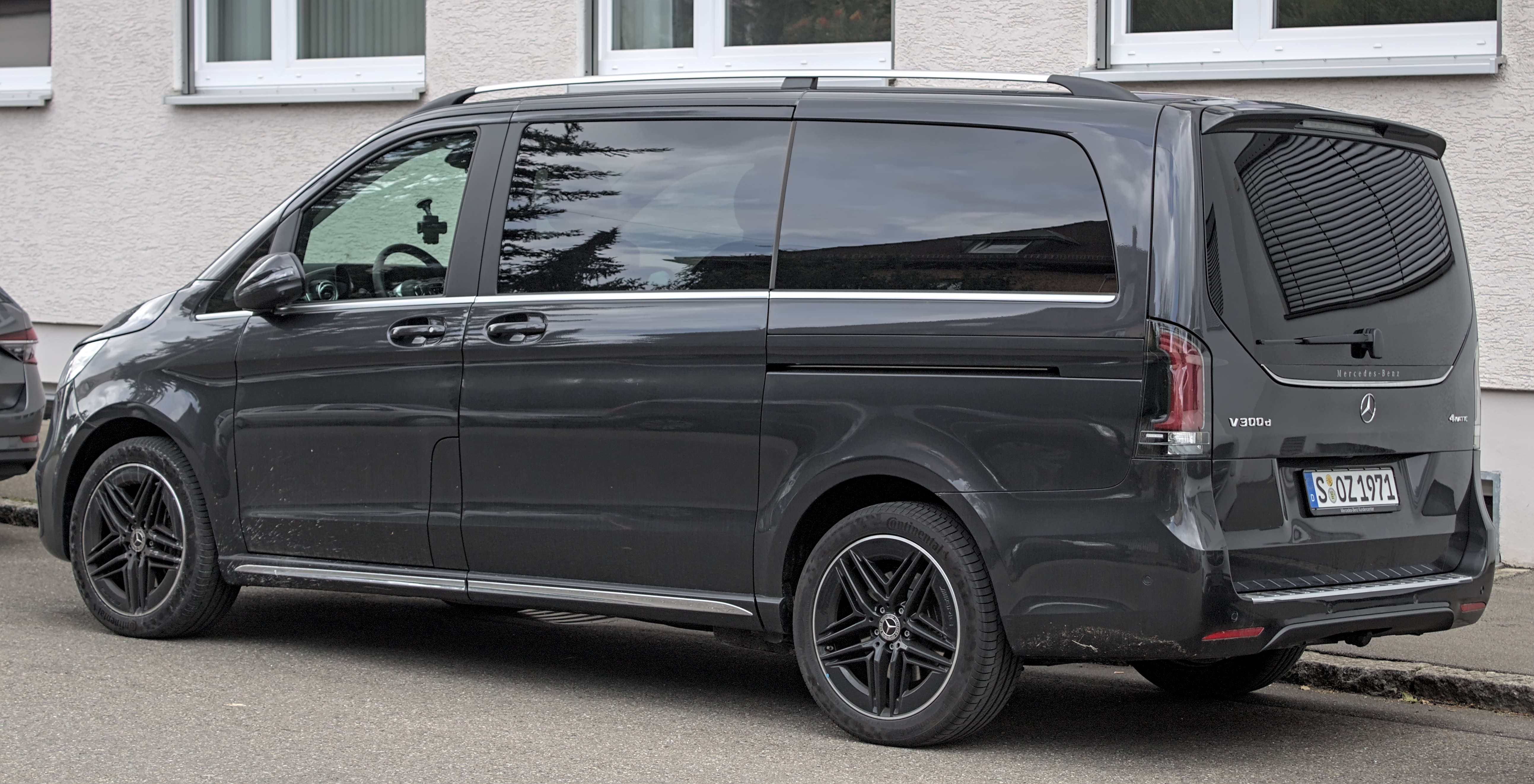
Heckansicht
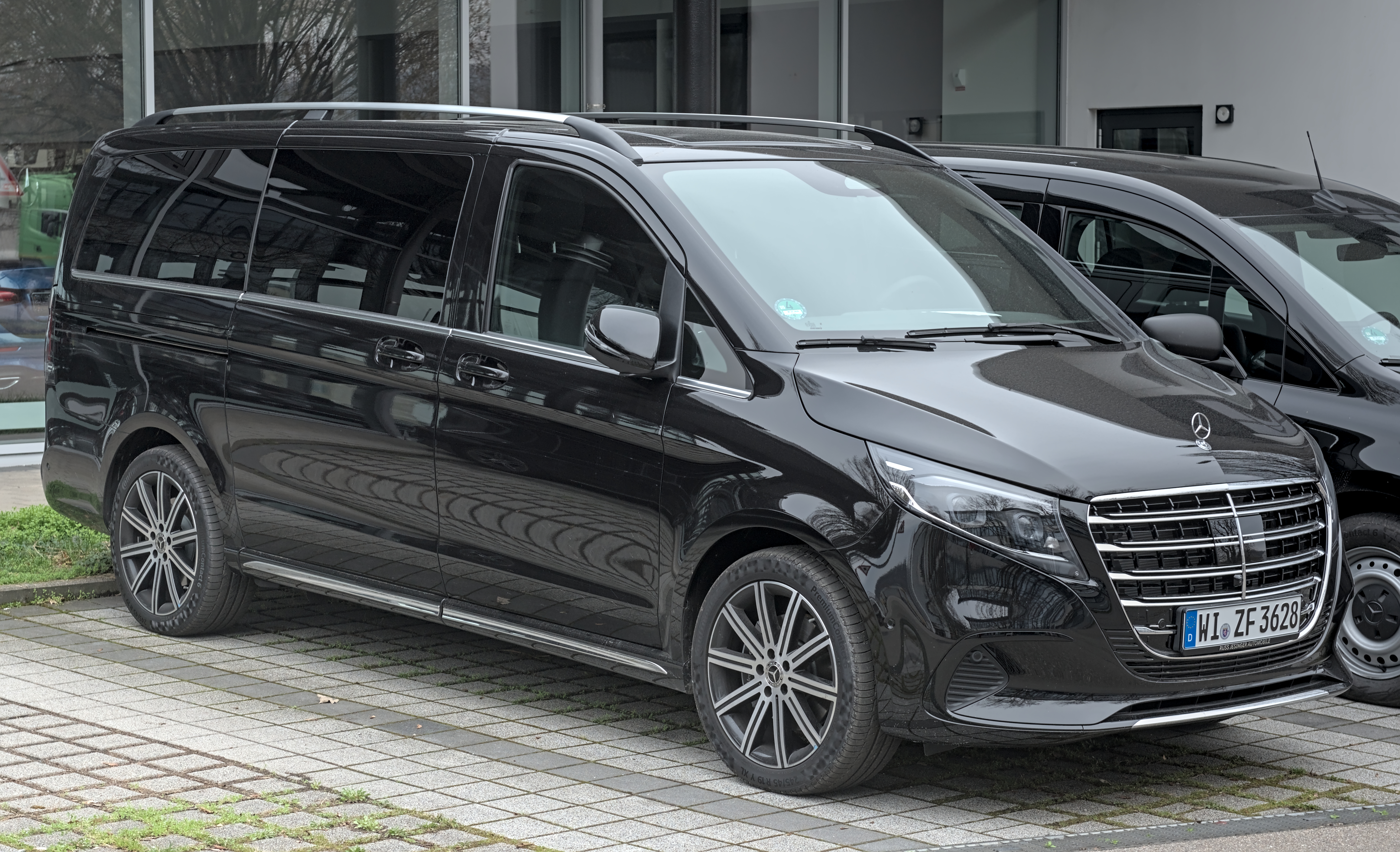
Mercedes-Benz V-Klasse Exclusive (seit 2023)

## eVito / EQV
In der zweiten Jahreshälfte 2018 kam eine eVito genannte Variante des Vito-Kastenwagens mit einem 84 kW leistenden Elektromotor auf den Markt. Seine Reichweite wird mit 150 km nach WLTP bei voller Batterieladung aus einer Antriebsbatterie von 35 kWh netto und seine Höchstgeschwindigkeit mit 120 km/h angegeben. Später wurde die nutzbare Batteriekapazität je nach Ausstattung auf 60 bzw. 90 kWh erhöht.
Im Frühjahr 2019 hat Mercedes die elektrische V-Klasse vorgestellt. Sie wird unter dem Namen EQV angeboten. Im Unterschied zum Vito-Kastenwagen ist der EQV eine XXL-Großraumlimousine mit maximal acht Sitzen. Die nutzbarere Batteriekapazität beträgt je nach Ausstattung 60 bzw. 90 kWh. Die Reichweite mit einer 90-kWh-Batterie (netto) beträgt 352 km gemäß WLTP-Norm. Die Motorleistung wird mit 150 kW (204 PS) und die Höchstgeschwindigkeit mit 160 km/h angegeben. Über CCS kann die 90-kWh-Hochvoltbatterie mit bis zu 110 kW wieder aufgeladen werden. Damit wird sie in circa 45 Minuten von 10 % zu 80 % Ladestand gebracht.
2020 erschien der eVito Tourer 129 mit ähnlichen Leistungsdaten wie der EQV 300. Wie bei den Äquivalenten mit Verbrennungsmotor (V-Klasse und Vito) richtet sich der EQV an private Kunden, während eVito und eVito Tourer für die gewerbliche Nutzung bestimmt sind und eine weniger komfortable Ausstattung bieten.
Ende 2021 erschienen die Modelle – EQV 250 (273 km WLTP), eVito 126 Tourer (274 km WLTP) und eVito 112 Kastenwagen (310 km WLTP) – mit einer Batterievariante von 60 kWh netto. Der EQV und eVito Tourer wurden somit auch in etwas günstigeren Versionen verfügbar, der eVito-Kastenwagen bekam durch die größere Batteriekapazität etwa die doppelte Reichweite.

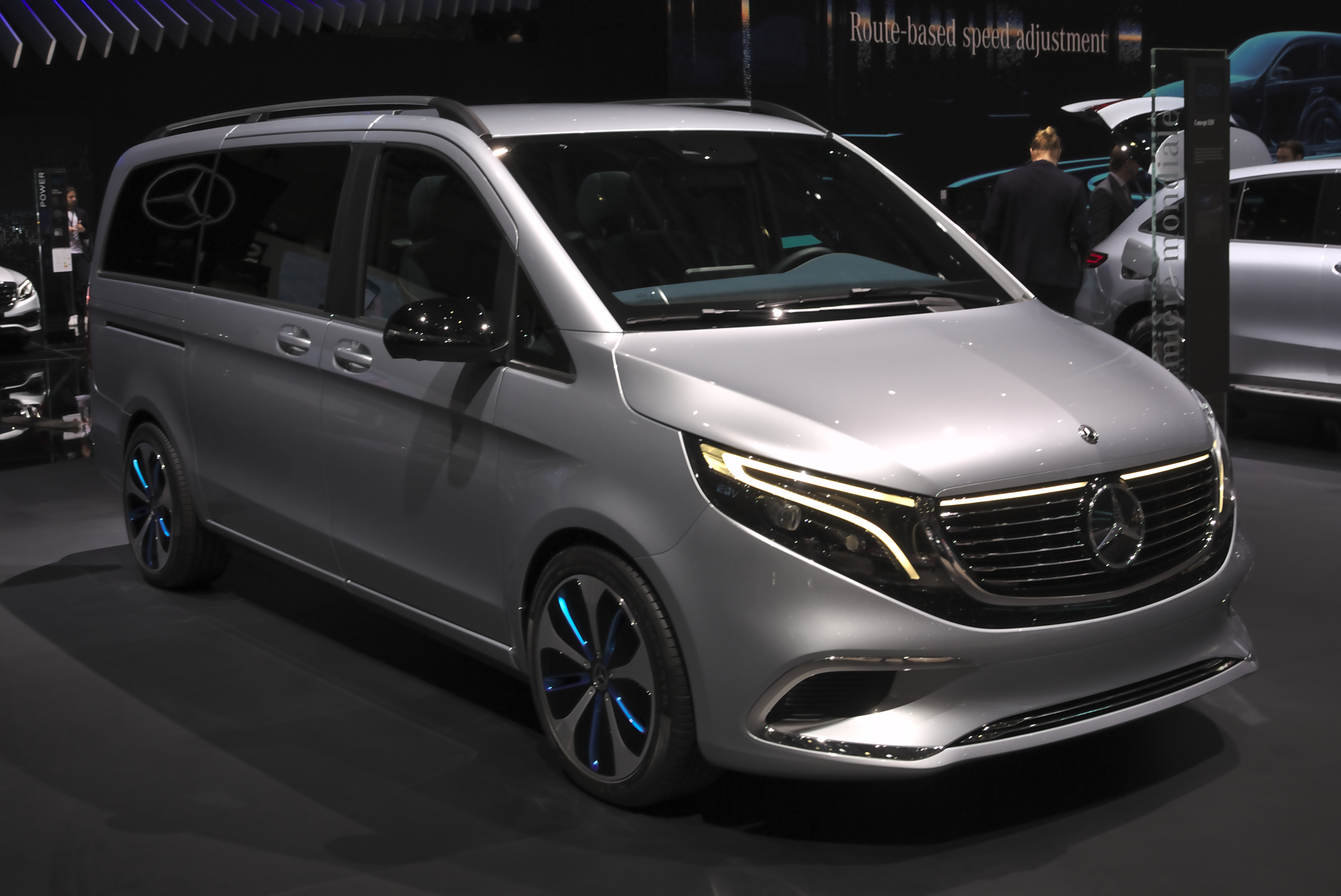
Mercedes-Benz Concept EQV (2019)
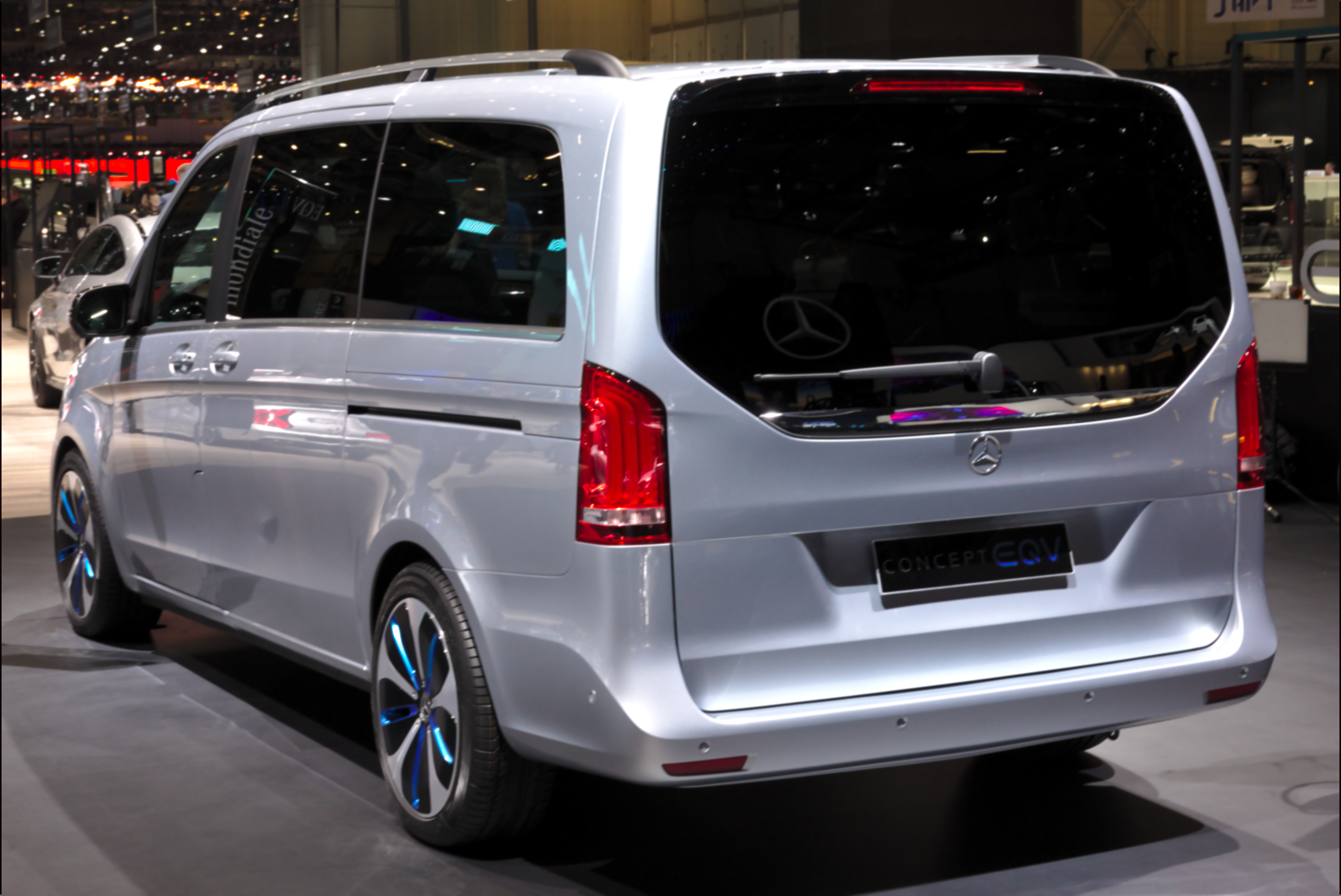
Heckansicht
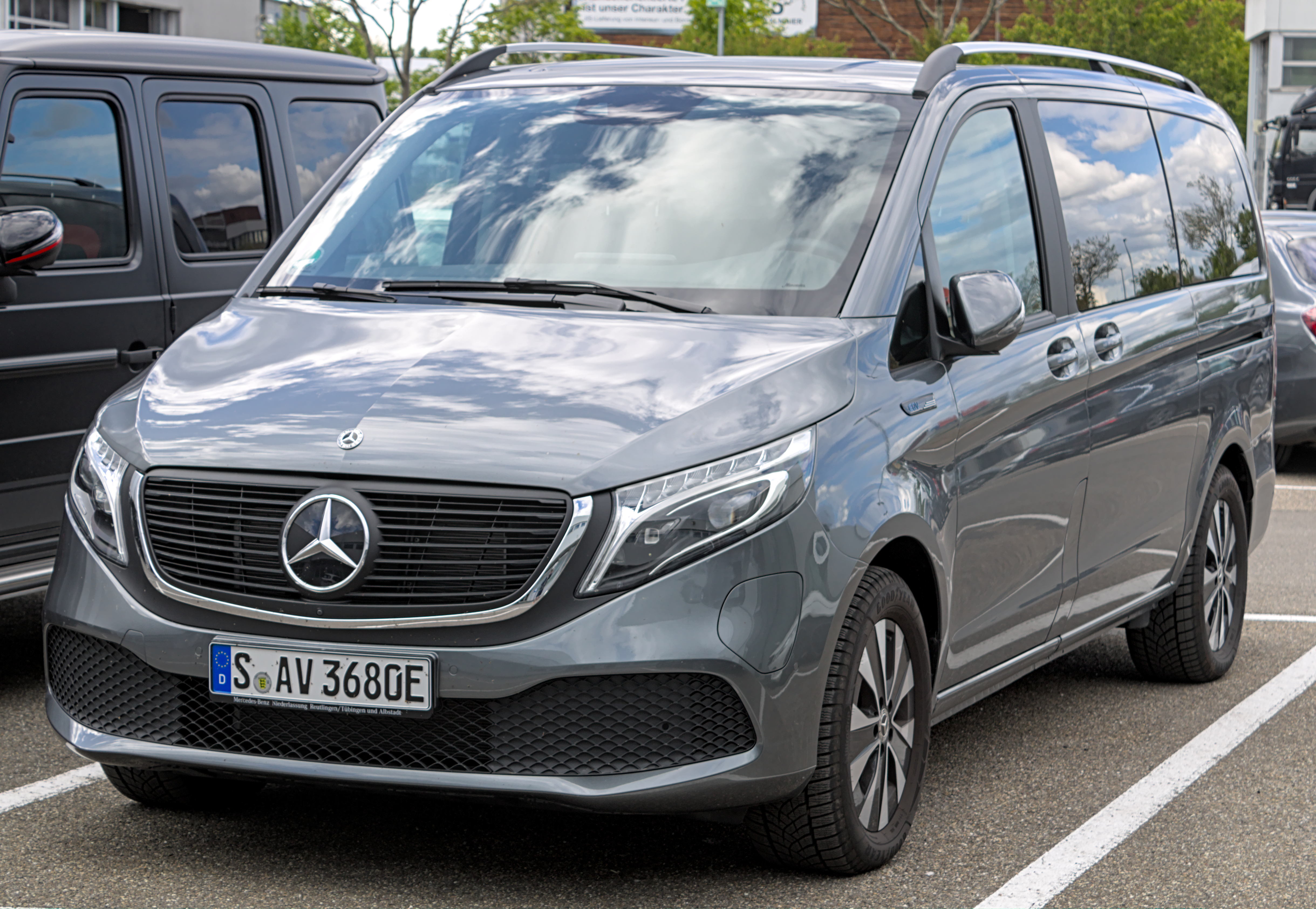
Mercedes-Benz EQV 300 (2020–2023)
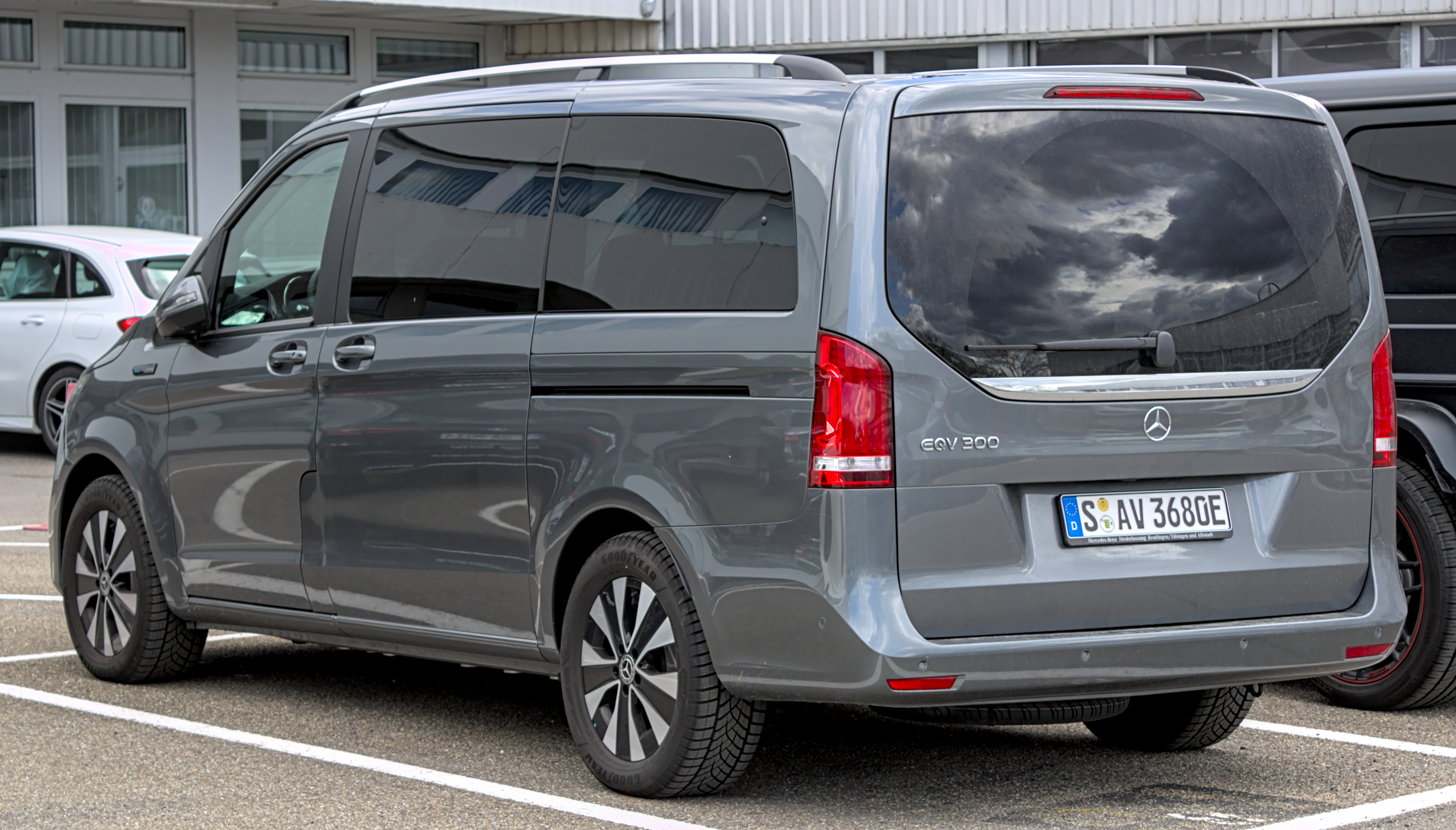
Heckansicht
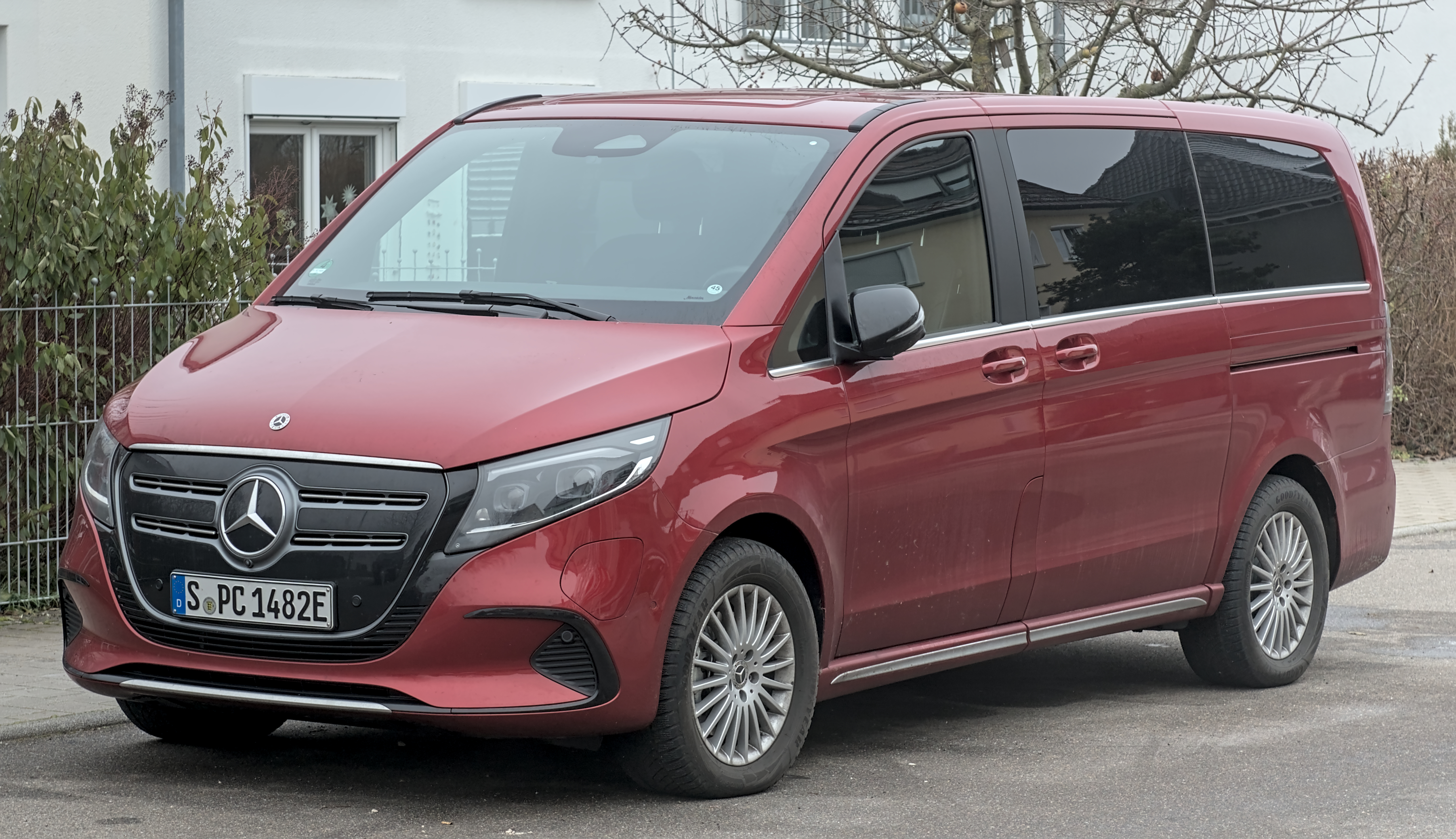
Mercedes-Benz EQV 300 (seit 2024)
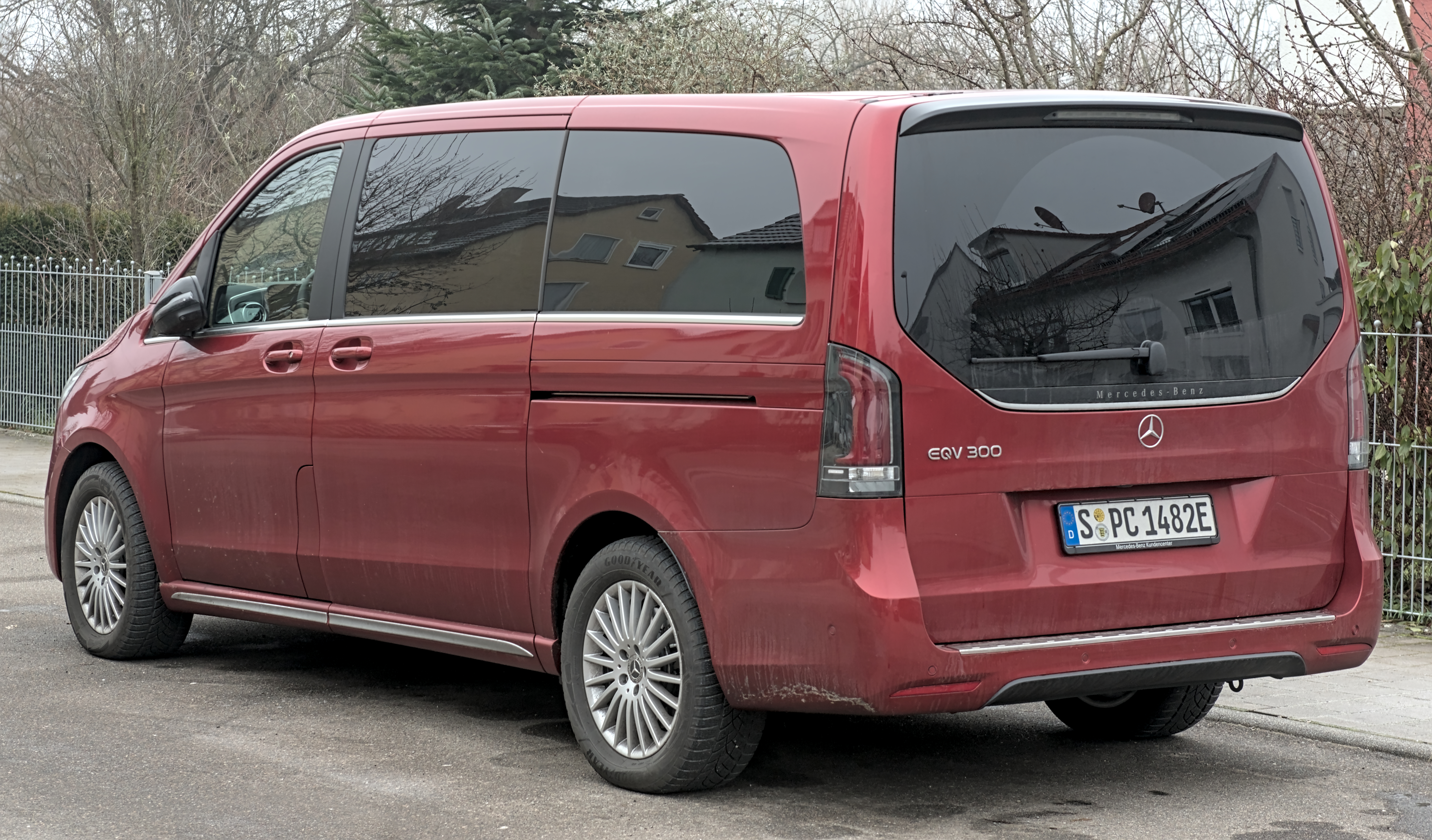
Heckansicht
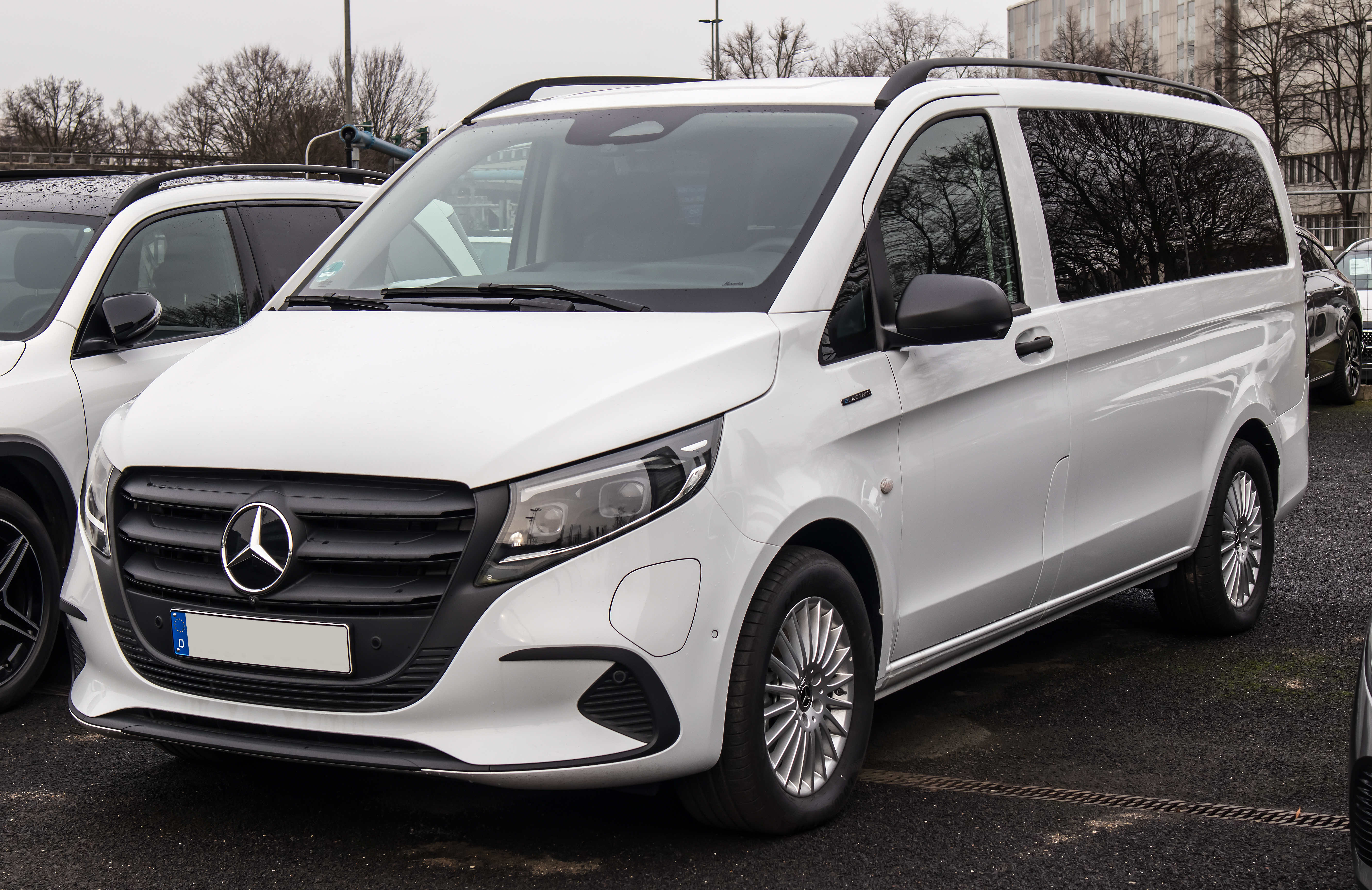
Mercedes-Benz eVito Tourer Pro 129
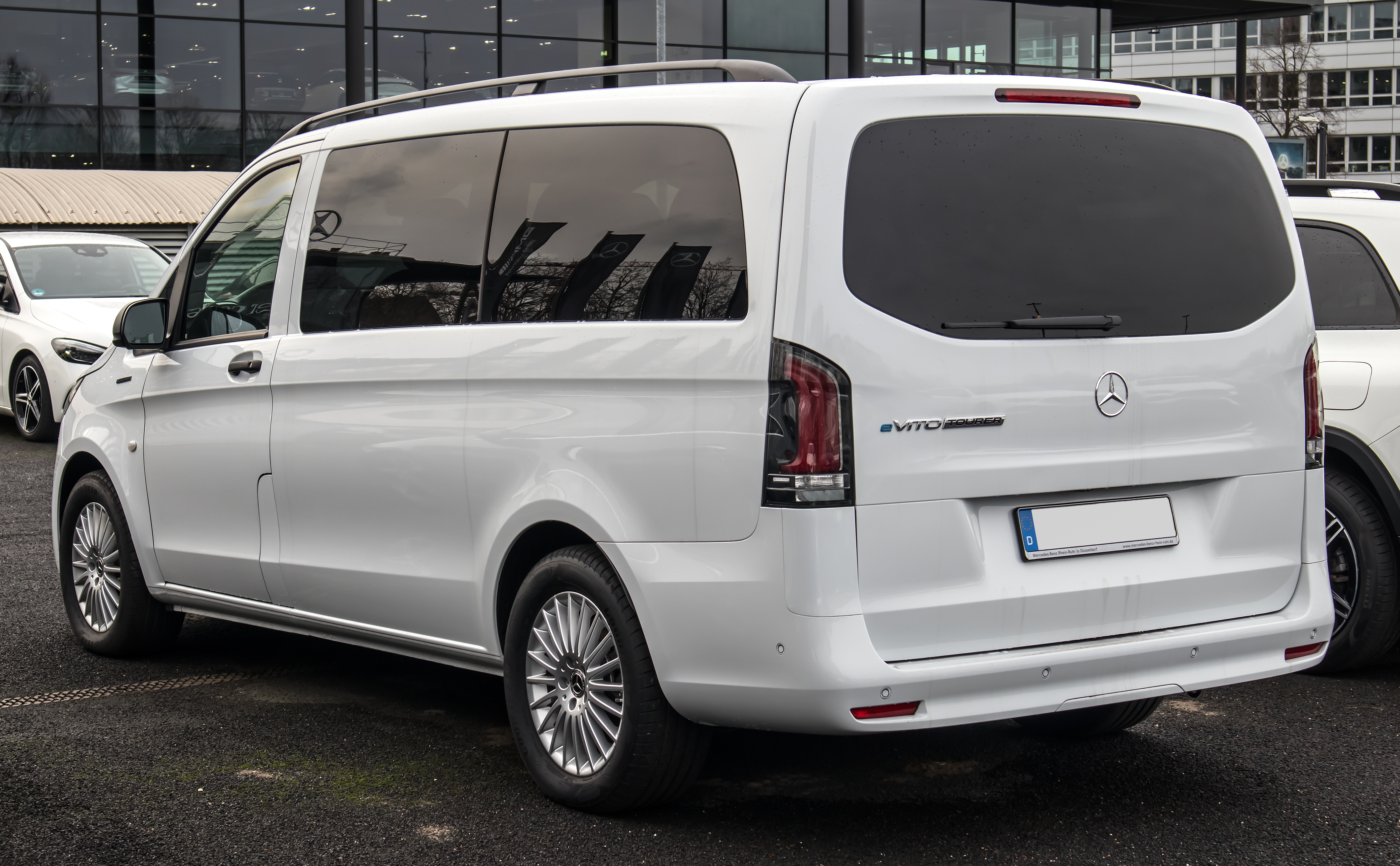
Heckansicht

## Technische Daten

### Bis 2019
| Kenngrößen                                  | Vito 109 CDI                   | Vito 111 CDI                   | Vito 114 CDI                                                | V 200 CDI                                                   | Vito 116 CDI                                                | V 220 CDI                                                   | Vito 119 BlueTEC                                   | V 250 BlueTEC                                      | Vito 119 CDI 4x4                                   | V 250 BlueTEC 4MATIC                               | Metris (1)                   |
| Bauzeitraum                                 | 10/2014–08/2018                | 10/2014–08/2018                | 10/2014–08/2018                                             | 05/2014–02/2019                                             | 10/2014–08/2018                                             | 05/2014–02/2019                                             | 10/2014–08/2018                                    | 05/2014–02/2019                                    | 02/2015–08/2018                                    | 02/2015–02/2019                                    | 2015–2019                    |
| Motorkenndaten                              |                                |                                |                                                             |                                                             |                                                             |                                                             |                                                    |                                                    |                                                    |                                                    |                              |
| Motorbezeichnung *                          | OM 622 DE 16 LA                | OM 622 DE 16 LA                | OM 651 DE 22 LA                                             | OM 651 DE 22 LA                                             | OM 651 DE 22 LA                                             | OM 651 DE 22 LA                                             | OM 651 DE 22 LA                                    | OM 651 DE 22 LA                                    | OM 651 DE 22 LA                                    | OM 651 DE 22 LA                                    | M 274 DE 20 AL               |
| Motortyp                                    | R4-Dieselmotor                 | R4-Dieselmotor                 | R4-Dieselmotor                                              | R4-Dieselmotor                                              | R4-Dieselmotor                                              | R4-Dieselmotor                                              | R4-Dieselmotor                                     | R4-Dieselmotor                                     | R4-Dieselmotor                                     | R4-Dieselmotor                                     | R4-Ottomotor                 |
| Gemischaufbereitung                         | Common-Rail-Direkteinspritzung | Common-Rail-Direkteinspritzung | Common-Rail-Direkteinspritzung                              | Common-Rail-Direkteinspritzung                              | Common-Rail-Direkteinspritzung                              | Common-Rail-Direkteinspritzung                              | Common-Rail-Direkteinspritzung                     | Common-Rail-Direkteinspritzung                     | Common-Rail-Direkteinspritzung                     | Common-Rail-Direkteinspritzung                     | Direkteinspritzung           |
| Motoraufladung                              | Turbolader                     | Turbolader                     | Turbolader                                                  | Turbolader                                                  | Turbolader                                                  | Turbolader                                                  | 2 Turbolader                                       | 2 Turbolader                                       | 2 Turbolader                                       | 2 Turbolader                                       | Turbolader                   |
| Hubraum                                     | 1598 cm³                       | 1598 cm³                       | 2143 cm³                                                    | 2143 cm³                                                    | 2143 cm³                                                    | 2143 cm³                                                    | 2143 cm³                                           | 2143 cm³                                           | 2143 cm³                                           | 2143 cm³                                           | 1991 cm³                     |
| max. Leistung                               | 65 kW (88 PS) bei 3800/min     | 84 kW (114 PS) bei 3800/min    | 100 kW (136 PS) bei 3800/min                                | 100 kW (136 PS) bei 3800/min                                | 120 kW (163 PS) bei 3800/min                                | 120 kW (163 PS) bei 3800/min                                | 140 kW (190 PS) (150 kW (204 PS)) (2) bei 3800/min | 140 kW (190 PS) (150 kW (204 PS)) (2) bei 3800/min | 140 kW (190 PS) (150 kW (204 PS)) (2) bei 3800/min | 140 kW (190 PS) (150 kW (204 PS)) (2) bei 3800/min | 155 kW (211 PS) bei 5500/min |
| max. Drehmoment                             | 230 Nm bei 1500–2000/min       | 270 Nm bei 1500–2500/min       | 330 Nm bei 1200–2400/min                                    | 330 Nm bei 1200–2400/min                                    | 380 Nm bei 1400–2400/min                                    | 380 Nm bei 1400–2400/min                                    | 440 (480) Nm bei 1400–2400/min                     | 440 (480) Nm bei 1400–2400/min                     | 440 (480) Nm bei 1400–2400/min                     | 440 (480) Nm bei 1400–2400/min                     | 350 Nm bei 1250/min          |
| Kraftübertragung                            |                                |                                |                                                             |                                                             |                                                             |                                                             |                                                    |                                                    |                                                    |                                                    |                              |
| Antrieb, serienmäßig                        | Vorderradantrieb               | Vorderradantrieb               | Hinterradantrieb                                            | Hinterradantrieb                                            | Hinterradantrieb                                            | Hinterradantrieb                                            | Hinterradantrieb                                   | Hinterradantrieb                                   | Allradantrieb                                      | Allradantrieb                                      | Hinterradantrieb             |
| Getriebe, serienmäßig [optional]            | 6-Gang-Schaltgetriebe          | 6-Gang-Schaltgetriebe          | 6-Gang-Schaltgetriebe [ 7-Gang-Automatik (7G-Tronic Plus) ] | 6-Gang-Schaltgetriebe [ 7-Gang-Automatik (7G-Tronic Plus) ] | 6-Gang-Schaltgetriebe [ 7-Gang-Automatik (7G-Tronic Plus) ] | 6-Gang-Schaltgetriebe [ 7-Gang-Automatik (7G-Tronic Plus) ] | 7-Gang-Automatik (7G-Tronic Plus)                  | 7-Gang-Automatik (7G-Tronic Plus)                  | 7-Gang-Automatik (7G-Tronic Plus)                  | 7-Gang-Automatik (7G-Tronic Plus)                  | 7-Gang-Automatik (7G-TRONIC) |
| Messwerte                                   |                                |                                |                                                             |                                                             |                                                             |                                                             |                                                    |                                                    |                                                    |                                                    |                              |
| Höchstgeschwindigkeit                       | 157 km/h                       | 169 km/h                       | 184 km/h [181 km/h]                                         | 183 km/h [181 km/h]                                         | 196 km/h [195 km/h]                                         | 194 km/h [195 km/h]                                         | 206 km/h                                           | 206 km/h                                           | 199 km/h                                           | 199 km/h                                           | 161 km/h                     |
| Beschleunigung, 0–100 km/h                  | 18,9 s                         | 14,4 s                         | 11,8 s [12,8 s]                                             | 13,8 s [12,8 s]                                             | 10,8 s [10,8 s]                                             | 11,8 s [10,8 s]                                             | 9,0 s                                              | 9,1 s                                              | 9,8 s                                              | 9,8 s                                              | k. A.                        |
| Kraftstoffverbrauch auf 100 km (kombiniert) | 6,4 l Diesel                   | 6,4 l Diesel                   | 6,1 l Diesel [5,8 l Diesel]                                 | 6,1 l Diesel [5,8 l Diesel]                                 | 5,7 l Diesel [5,7 l Diesel]                                 | 5,7 l Diesel [5,7 l Diesel]                                 | 6,0 l Diesel                                       | 6,0 l Diesel                                       | 6,4 l Diesel                                       | 6,6 l Diesel                                       | 10,7 l Super                 |
| CO2-Emission (kombiniert)                   | 169 g/km                       | 169 g/km                       | 159 g/km [152 g/km]                                         | 159 g/km [152 g/km]                                         | 149 g/km [149 g/km]                                         | 149 g/km [149 g/km]                                         | 157 g/km                                           | 157 g/km                                           | 169 g/km                                           | 174 g/km                                           | k. A.                        |
| Abgasnorm nach EU-Klassifikation            | Euro 5, seit 2015 Euro 6       | Euro 5, seit 2015 Euro 6       | Euro 5, seit 2015 Euro 6                                    | Euro 5, seit 2015 Euro 6                                    | Euro 5, seit 2015 Euro 6                                    | Euro 5, seit 2015 Euro 6                                    | Euro 6                                             | Euro 6                                             | Euro 6                                             | Euro 6                                             | k. A.                        |

### Seit 2019
| Kenngrößen                                           | Vito 110 CDI (VA)              | Vito 114 CDI (VA)              | Vito 114 CDI                                | V 220 d Vito 116 CDI                      | V 220 d 4MATIC Vito 116 CDI 4x4           | V 250 d Vito 119 CDI                      | V 250 d 4MATIC Vito 119 CDI 4x4           | V 300 d Vito 124 CDI                    | V 300 d 4MATIC Vito 124 CDI 4x4         | V 300 d Vito 124 CDI                    | V 300 d 4MATIC Vito 124 CDI 4x4         | V 300                        | eVito                         | EQV 250                       | EQV 300                       |
| Bauzeitraum                                          | seit 07/2019                   | seit 05/2019                   | seit 05/2019                                | seit 03/2019                              | seit 03/2019                              | seit 03/2019                              | seit 03/2019                              | seit 01/2021                            | seit 01/2021                            | 03/2019–12/2021                         | 03/2019–12/2021                         | seit 07/2024                 | seit 07/2019                  | seit 10/2021                  | seit 10/2020                  |
| Motorkenndaten                                       |                                |                                |                                             |                                           |                                           |                                           |                                           |                                         |                                         |                                         |                                         |                              |                               |                               |                               |
| Motorbezeichnung *                                   | OM 622 DE 17 LA                | OM 622 DE 17 LA                | OM 654                                      | OM 654                                    | OM 654                                    | OM 654                                    | OM 654                                    | OM 654                                  | OM 654                                  | OM 654                                  | OM 654                                  | M 254                        |                               |                               |                               |
| Motortyp                                             | R4-Dieselmotor                 | R4-Dieselmotor                 | R4-Dieselmotor                              | R4-Dieselmotor                            | R4-Dieselmotor                            | R4-Dieselmotor                            | R4-Dieselmotor                            | R4-Dieselmotor                          | R4-Dieselmotor                          | R4-Dieselmotor                          | R4-Dieselmotor                          | R4-Ottomotor                 | Elektromotor                  | Elektromotor                  | Elektromotor                  |
| Gemischaufbereitung                                  | Common-Rail-Direkteinspritzung | Common-Rail-Direkteinspritzung | Common-Rail-Direkteinspritzung              | Common-Rail-Direkteinspritzung            | Common-Rail-Direkteinspritzung            | Common-Rail-Direkteinspritzung            | Common-Rail-Direkteinspritzung            | Common-Rail-Direkteinspritzung          | Common-Rail-Direkteinspritzung          | Common-Rail-Direkteinspritzung          | Common-Rail-Direkteinspritzung          | Direkteinspritzung           | —                             | —                             | —                             |
| Motoraufladung                                       | VTG-Turbolader                 | VTG-Turbolader                 | VTG-Turbolader                              | VTG-Turbolader                            | VTG-Turbolader                            | 2 Turbolader (VTG- und Wastegate-Lader)   | 2 Turbolader (VTG- und Wastegate-Lader)   | 2 Turbolader (VTG- und Wastegate-Lader) | 2 Turbolader (VTG- und Wastegate-Lader) | 2 Turbolader (VTG- und Wastegate-Lader) | 2 Turbolader (VTG- und Wastegate-Lader) | Turbolader                   | —                             | —                             | —                             |
| Hubraum                                              | 1749 cm³                       | 1749 cm³                       | 1950 cm³                                    | 1950 cm³                                  | 1950 cm³                                  | 1950 cm³                                  | 1950 cm³                                  | 1950 cm³                                | 1950 cm³                                | 1950 cm³                                | 1950 cm³                                | 1999 cm³                     | —                             | —                             | —                             |
| max. Leistung                                        | 75 kW (102 PS) bei 3800/min    | 100 kW (136 PS) bei 3800/min   | 100 kW (136 PS) bei 3800/min                | 120 kW (163 PS) bei 4200/min              | 120 kW (163 PS) bei 4200/min              | 140 kW (190 PS) bei 4200/min              | 140 kW (190 PS) bei 4200/min              | 174 kW (237 PS) bei 4200/min            | 174 kW (237 PS) bei 4200/min            | 176 kW (239 PS) bei 4200/min            | 176 kW (239 PS) bei 4200/min            | 170 kW (231 PS)              | 85 kW (116 PS)                | 150 kW (204 PS)               | 150 kW (204 PS)               |
| max. Drehmoment                                      | 270 Nm bei 1500–2250/min       | 330 Nm bei 1750–2500/min       | 330 Nm bei 1250–2400/min                    | 380 Nm bei 1200–2400/min                  | 380 Nm bei 1200–2400/min                  | 440 Nm bei 1350–2400/min                  | 440 Nm bei 1350–2400/min                  | 500 Nm bei 1600–2400/min                | 500 Nm bei 1600–2400/min                | 500 Nm bei 1600–2400/min                | 500 Nm bei 1600–2400/min                | 370 Nm                       | 295 Nm                        | 362 Nm                        | 362 Nm                        |
| Kraftübertragung                                     |                                |                                |                                             |                                           |                                           |                                           |                                           |                                         |                                         |                                         |                                         |                              |                               |                               |                               |
| Antrieb, serienmäßig                                 | Vorderradantrieb               | Vorderradantrieb               | Hinterrad-/Allradantrieb                    | Hinterradantrieb                          | Allradantrieb                             | Hinterradantrieb                          | Allradantrieb                             | Hinterradantrieb                        | Allradantrieb                           | Hinterradantrieb                        | Allradantrieb                           | Hinterradantrieb             | Vorderradantrieb              | Vorderradantrieb              | Vorderradantrieb              |
| Getriebe, serienmäßig [optional]                     | 6-Gang-Schaltgetriebe          | 6-Gang-Schaltgetriebe          | 6-Gang-Schaltgetriebe [7-/9-Gang-Automatik] | 9-Gang-Automatik (9G-TRONIC)              | 9-Gang-Automatik (9G-TRONIC)              | 9-Gang-Automatik (9G-TRONIC)              | 9-Gang-Automatik (9G-TRONIC)              | 9-Gang-Automatik (9G-TRONIC)            | 9-Gang-Automatik (9G-TRONIC)            | 9-Gang-Automatik (9G-TRONIC)            | 9-Gang-Automatik (9G-TRONIC)            | 9-Gang-Automatik (9G-TRONIC) | Festes Übersetzungsverhältnis | Festes Übersetzungsverhältnis | Festes Übersetzungsverhältnis |
| Messwerte                                            |                                |                                |                                             |                                           |                                           |                                           |                                           |                                         |                                         |                                         |                                         |                              |                               |                               |                               |
| Höchstgeschwindigkeit                                |                                |                                | [181 km/h]                                  | 195 km/h                                  | 188 km/h                                  | 205 km/h                                  | 199 km/h                                  | 220 km/h                                | 214 km/h                                | 220 km/h                                | 214 km/h                                | 200 km/h                     | 80/100/120 km/h (3)           | 160 km/h (3)                  | 160 km/h (3)                  |
| Beschleunigung, 0–100 km/h                           |                                |                                |                                             | 11,0–11,2 s                               | 12,1–12,3 s                               | 9,4–9,6 s                                 | 10,3–10,5 s                               | 7,9 s                                   | 8,6 s                                   | 7,8–7,9 s                               | 8,5–8,6 s                               |                              |                               | 10,3 s                        | 12,1 s                        |
| Kraftstoff-/Energieverbrauch auf 100 km (kombiniert) |                                |                                | [5,8 l Diesel]                              | 6,0–6,2 l Diesel                          | 6,7–6,9 l Diesel                          | 5,9–6,1 l Diesel                          | 6,5–6,8 l Diesel                          | 6,4 l Diesel                            | 7,2 l Diesel                            | 5,9–6,1 l Diesel                        | 6,5–6,8 l Diesel                        | 10,0 l Super                 | 20,2–24,2 kWh                 | 28,0 kWh                      | 28,1 kWh                      |
| CO2-Emission (kombiniert)                            |                                |                                | [153 g/km]                                  | 157–162 g/km                              | 176–184 g/km                              | 155–161 g/km                              | 172–179 g/km                              | 168 g/km                                | 190 g/km                                | 155–161 g/km                            | 172–179 g/km                            | 228 g/km                     | 0 g/km                        | 0 g/km                        | 0 g/km                        |
| Abgasnorm nach EU-Klassifikation                     | Euro 6d-TEMP M1 bzw. N1        | Euro 6d-TEMP M1 bzw. N1        | Euro 6d-TEMP M1 bzw. N1                     | Euro 6d-TEMP M1 bzw. Euro 6d bzw. Euro 6e | Euro 6d-TEMP M1 bzw. Euro 6d bzw. Euro 6e | Euro 6d-TEMP M1 bzw. Euro 6d bzw. Euro 6e | Euro 6d-TEMP M1 bzw. Euro 6d bzw. Euro 6e | Euro 6d bzw. Euro 6e                    | Euro 6d bzw. Euro 6e                    | Euro 6d-TEMP M1                         | Euro 6d-TEMP M1                         | Euro 6e                      | —                             | —                             | —                             |

Werte in eckigen Klammern [ ] für Modelle mit Automatikgetriebe

* Die Motorbezeichnung ist wie folgt verschlüsselt:
M = Motor (Otto), OM = Ölmotor (Diesel), Baureihe = 3-stellig, DE = Direkteinspritzung, Hubraum = Deziliter (gerundet), L = Ladeluftkühlung, A = Abgasturbolader, AL = wie L und A

## Rückruf wegen illegaler Abschalteinrichtung
Im Mai 2018 wurde bekannt, dass Daimler nach Ansicht des Kraftfahrt-Bundesamtes (KBA) beim Transporter-Modell Vito mit 1,6-l-Diesel (OM 622) und Abgasnorm Euro 6 eine illegale Abschalteinrichtung bei der Abgasreinigung verwendet. Deshalb ordnete das KBA einen Rückruf der betroffenen 6300 Fahrzeuge an, davon 1372 Fahrzeuge in Deutschland.